# Soperton
Soperton is een plaats (city) in de Amerikaanse staat Georgia, en valt bestuurlijk gezien onder Treutlen County.

## Demografie
Bij de volkstelling in 2000 werd het aantal inwoners vastgesteld op 2824.
In 2006 is het aantal inwoners door het United States Census Bureau geschat op 2921, een stijging van 97 (3.4%).

## Geografie
Volgens het United States Census Bureau beslaat de plaats een oppervlakte van
8,5 km², waarvan 8,4 km² land en 0,1 km² water.

## Plaatsen in de nabije omgeving
De onderstaande figuur toont nabijgelegen plaatsen in een straal van 24 km rond Soperton.